# Campus Miguel Delibes
El Campus Miguel Delibes es un campus de la Universidad de Valladolid situado en el barrio de Belén de la capital vallisoletana, entre el paseo de Belén, elcamino del Cementerio, la ronda Este (VA-20) y la estación de Valladolid-Universidad. Las facultades están proyectadas en un modelo de “ciudad universitaria satélite” dentro de la trama urbana de Valladolid.

## Origen
Diseñado en los años 90 según el Plan especial de la Finca de los Ingleses, el Campus Miguel Delibes se organizaría como un claustro central a cuyo alrededor se dispondrían los diferentes edificios con galerías cubiertas y abiertas al claustro interior, que terminaría funcionando como los soportales de una plaza.
Al mismo tiempo, los edificios estarían unidos en la planta sótano por una vía rodada que daría acceso a los aparcamientos de todos ellos, con salidas hacia el paseo de Belén y al camino del Cementerio. 

## Edificios
Hasta el momento han sido construidos en el campus un total de once edificios, a saber:

### Facultades
- Facultad Educación y Trabajo Social: en funcionamiento desde octubre de 2001 e inaugurada oficialmente el 8 de mayo de 2002.[3]
- Edificio de Tecnologías de la Información y las Telecomunicaciones: alberga tanto la Escuela Técnica Superior de Ingenieros de Telecomunicación como la Escuela Técnica Superior de Ingeniería Informática. Se inauguró en 1997.
- Facultad de Ciencias: desde el curso 2012/2013 se encuentra en el Campus Miguel Delibes, estando hasta ese momento en Doctor Mergelina. Este edificio fue diseñado por el arquitecto vallisoletano Enrique de Teresa, autor también del Museo de la Ciencia de Valladolid.[4]

### Centros científicos
- Edificio I+D: En él se encuentran las oficinas del Parque Científico de la Universidad de Valladolid. Inaugurado en 2007[4][5]
- CTTA (Centro de Transferencia de Tecnologías Aplicadas): asignado a la Fundación Parque Científico Universidad de Valladolid. Es un centro de negocios para empresas innovadoras. Inaugurado en 2007[6]
- Edificio LUCIA (Lanzadera Universitaria de Centros de Investigación Aplicada): actualmente en construcción, albergará laboratorios de nutrición, patologías del metabolismo y tecnologías de la comunicación y la información. Inaugurado en 2014. Es un edificio de cero emisiones de CO2, eso le ha valido conseguir la certificación LEED, el primer premio en construcción sostenible de la Junta de Castilla y León y el tercer premio en Arquitectura Sostenible en el Mediterráneo.
- Edificio QUIFIMA (Química Fina y Nuevos Materiales): alberga laboratorios del CINQUIMA (Centro de Innovación en Química y Materiales Avanzados) y del Grupo de Espectroscopia Molecular. Edificio inaugurado en 2008.[7]

### Sanitarios
- IOBA (Instituto universitario de Oftalmobiología Aplicada): la primera piedra se colocó en mayo de 2005 y el edificio comenzó a funcionar en octubre de 2008, aunque no fue inaugurado oficialmente hasta julio de 2009.[8]

### Otros edificios
- Centro de Idiomas: edificio inaugurado en 1996. Su uso está dirigido tanto a la comunidad universitaria como a mayores de 16 años no universitarios. Imparte las enseñanzas 9 idiomas extranjeros: Inglés, francés, alemán, italiano, portugués, chino, japonés, hindi y árabe. Además de organizar cursos específicos de preparación acreditaciones de competencia lingüística, como el FIRST, CAE, TOEFL, DELF, CELI y TOIEC. También se imparte la enseñanza del español como lengua extranjera. Su reconocimiento por parte del Instituto Cervantes, le convierte en centro oficial para la obtención del Diploma de Español como Lengua Extranjera.[9]
- Gimnasio UVa: utilizado por la Facultad Educación y Trabajo Social para las clases de Educación Física.
- Aulario-biblioteca: en servicio desde el curso 2012/2013, alberga un aulario y biblioteca de campus, que reúne los fondos de las antiguas bibliotecas de cada facultad/escuela.
- Apartamentos universitarios Cardenal Mendoza. Se inauguraron en 1996.

### Edificios de servicios
- Caldera de biomasa: Se ubica junto al edificio LUCIA. Creada en 2014, es la red de calor pública con biomasa más importante de España. Da servicio de calefacción y agua caliente sanitaria a 28 edificios. Alberga tres equipos de combustión de biomasa de parrilla fija, que suman una potencia de 14,1 megavatios. Desde este edificio parten tres ramales con un total de 12 km: el primero, da servicio a los Apartamentos universitarios Cardenal Mendoza; a la Facultad de Ciencias, Aulario, Gimnasio de la UVA, Facultad de Educación y Trabajo Social, QUIFIMA y CTTA. El segundo ramal da servicio a la Escuela de Ingenierías Industriales, Facultad de Filosofía y Letras y a las instalaciones deportivas de la Junta de Castilla y León (Residencia Río Esgueva, el Centro de Atletismo de Alto Rendimiento, piscinas climatizadas Río Esgueva y el pabellón polideportivo Río Esgueva). Por último, un tercer ramal da servicio al centro de la ciudad (Residencia universitaria Alfonso VIII, Facultad de Medicina, Polideportivo Miriam Blasco, el CEIP Federico García Lorca y el centro cívico Esgueva.[10] En 2018 sufrió una ampliación para dar servicio al Hospital Clínico Universitario de Valladolid.[11]

### Futuras construcciones
Se espera que en un futuro, el Campus Miguel Delibes acoja las Escuelas de Arquitectura y Politécnica, actualmente situadas en la avenida de Salamanca.

## Espacios
- Arboreto Miguel Delibes: Zona ajardinada que se extiende entre el acceso al aparcamiento subterráneo del campus y los apartamentos universitarios, cerca de la ronda interior. Tiene una superficie de 200 metros de largo por 50 metros de ancho. Es un jardín técnico-didáctico en el que se reproducen los tres ecosistemas más importantes de la región: áreas de ribera, región de Cerrato-Torozos y región de Tierra de Pinares. Se completa con paneles literarios de textos literarios del escritor Miguel Delibes.[13]
- Pistas deportivas: Se ubican junto al Arboreto.[14]

## Comunicaciones
A pesar de encontrarse en la periferia urbana, el Campus Miguel Delibes se encuentra muy bien comunicado. Cuenta con un apeadero de ferrocarril (estación de Valladolid-Universidad), una parada de los autobuses urbanos de Valladolid (final de trayecto de la línea 8), así como acceso en coche desde la VA-20 (todos los edificios tienen aparcamiento de pago en la planta sótano).

### Autobús interurbano
Desde el 23 de septiembre de 2013 además tiene 2 servicios de autobuses bajo la numeración U1 y U8 que salen a primera hora de la mañana de Covaresa y Parquesol respectivamente y con pocas paradas para dar un servicio rápido.

### Autobús universitario
La empresa La Regional realiza la ruta universitaria Palencia-Valladolid con parada en el campus.

### Bicicleta
- Carril bici: En el campus existen dos tramos de carril bici. Por un lado, uno de ellos recorre la zona trasera del Centro de Idiomas y edificio de Tecnologías de la Información y las Telecomunicaciones. Por otro lado, otro de ellos recorre la zona de entrada al campus, frente a la Facultad de Educación y Trabajo Social.
- Punto municipal de alquiler de bicicletas VallaBici: Se ubica en la entrada al campus. Se encuentra entre los más demandados de la ciudad.

### Coche
Aparcamiento del Campus Miguel Delibes.

### Tren
En el campus se encuentra la estación de Valladolid-Universidad.